# Ernst Linck
Ernst Linck (14 de outubro, 1874 – 29 de junho, 1935) foi um pintor suíço.
Nascido em Windisch, virou um decorador (aprendizado em Zurique, de 1889 a 1890) e trabalhou em diversas cidades da Suíça como pintor de estátuas. Após dois anos de viagens, estudando na Itália, de 1894 até 1899, instalou-se em Berna, onde abriu uma escola de pintura que durou até 1912. A partir de 1904, ele também ensinou desenho anatômico na escola.
Originalmente um pintor de art nouveau, Linck foi fortemente influenciado em Berna pelo trabalho de Ferdinand Hodler. Suas pinturas frequentemente retratavam configurações pastoris e patrióticas.
Linck também criou diversos trabalhos de pinturas eclesiásticas (murais, mas também vidros de janelas pintados). Ele foi muito contratado como restaurador; foi o responsável por figuras ornamentais de fontes histórias no centro da cidade de Berna.
Seu filho, Walter Linck, tornou-se um conhecido escultor.